# Lonely Among Us
"Lonely Among Us" är det sjunde avsnittet i den första säsongen av den amerikanska science fiction-serien Star Trek: The Next Generation. Det visades första gången 2 november 1987 i USA och 4 november 1994 i Sverige. Avsnittet är skrivet av D.C. Fontana, baserad på en berättelse av Michael Halperin. Det var det första avsnittet i serien som regisserades av Cliff Bole.
Under en resa till en interplanetär konferens med delegater från två civilisationer tar ett vilset väsen delar av Enterprise's besättnings sinnen i besittning, däribland Picards (Patrick Stewart).
Avsnittet markerade det första framträdandet för skådespelaren Marc Alaimo i en Star Trek-serie och kom senare att bli mera känd för sin återkommande medverkan i Star Trek: Deep Space Nine. Detta avsnitt var även Colm Meaney's andra framträdande, som senare kom att spela rollen som Miles O'Brien i både The Next Generation och Deep Space Nine. Det jämfördes med avsnittet "Journey to Babel" från The Original Series som även det hade skrivits av Fontana, som senare sagt att avsnittet var skilda från varandra. Sminket som användes för utomjordingarna Antican och Selay skapades av Michael Westmore utifrån skisser av Andrew Probert. Efter det att avsnittet hade sänts skrev fans till produktionen för att klaga över en scen som refererade kannibalism. Recensionerna var för det mesta negativa, med kritik riktad mot skrivandet i synnerhet.

## Handling
Enterprise är på väg till planeten "Parliament" med delegater från två stridande planeter i systemet Beta Renner, de reptillikna Selay och de hundlika Antican, när skepper stöter på ett konstigt energimoln. Då det är osynligt för besättningen, träffas Worf (Michael Dorn) av en konstig urladdningsenergi samtidigt som skeppet passerar molnet, vilket får honom att bli våldsam. Doktor Beverly Crusher (Gates McFadden) söver Worf och tar med sig honom till sjukstugan, men blir också påverkad av energin samtidigt som hon undersöker hans kropp. Kross börjar agera konstigt att de runt omkring henne och går till bryggan, där hon ställer frågor om skeppets navigeringsfunktioner. När hon ställer frågor till Data (Brent Spiner) vid en av vetenskapsstationerna, hoppar energin mellan henne och konsolen, vilket lämnar henne förvirrad om varför hon är på bryggan. 
Plötsligt upphör skeppet att fungera och kapten Picard skickar assisterande ingenjör Singh (Kavi Raz) för att ta reda på orsaken. Singh hittas senare död i närheten av en datorlänk, vilket får Picard att tillsätta en mordutredning, där de utomjordiska delegaterna anses vara de främsta kandidaterna. Data undersöker mordet på samma sätt som den fiktive detektiven Sherlock Holmes och föreskriver att delegaterna inte var ansvariga till dådet. Samtidigt utvärderar skeppets rådgivare Deanna Troi (Marina Sirtis) både Worf och Crusher och finner att ingen av dem minns sitt märkliga beteende. Skeppet faller plötsligt ur warp och samtidigt som Picard undersöker avläsningarna på en av bryggans konsoler, överförs den konstiga energin till honom. Bryggans besättning blir misstänksamma över Picards åtgärder efter att ha noterat att samtliga av Enterprise's system är tillbaka till det normala och att Picard har beordrat dem att återvända till molnet. 
De högre befattningshavarna försöker vädja till Picard att genomgå en läkarundersökning och att avgå från sin position, men han vägrar. När de återvänder till molnet tillkännagiver Picard att de har plockat upp ett väsen när de tidigare passerade molnet, samt att Picard och varelsen numera är ett. Under dess influens planerar Picard att transportera dem tillbaka in i molnet, samt skjuter energi mot bryggans personal när de försöker att stoppa honom. Besättningen är oförmögna att förhindra Picard från att transportera sig från skeppet. Troi känner emellertid kaptenens kärna i närheten och Picard lyckas kontakta besättningen genom skeppets datorer. Data lyckas vända transportören och rekonstruera Picard utan varelsen. Efter att ha fastställt att Picard är sig själv igen, som inte minns något sedan han togs över av varelsen, fortsätter Enterprise sin resa till Parliament.

## Produktion

### Manus och rollbesättning

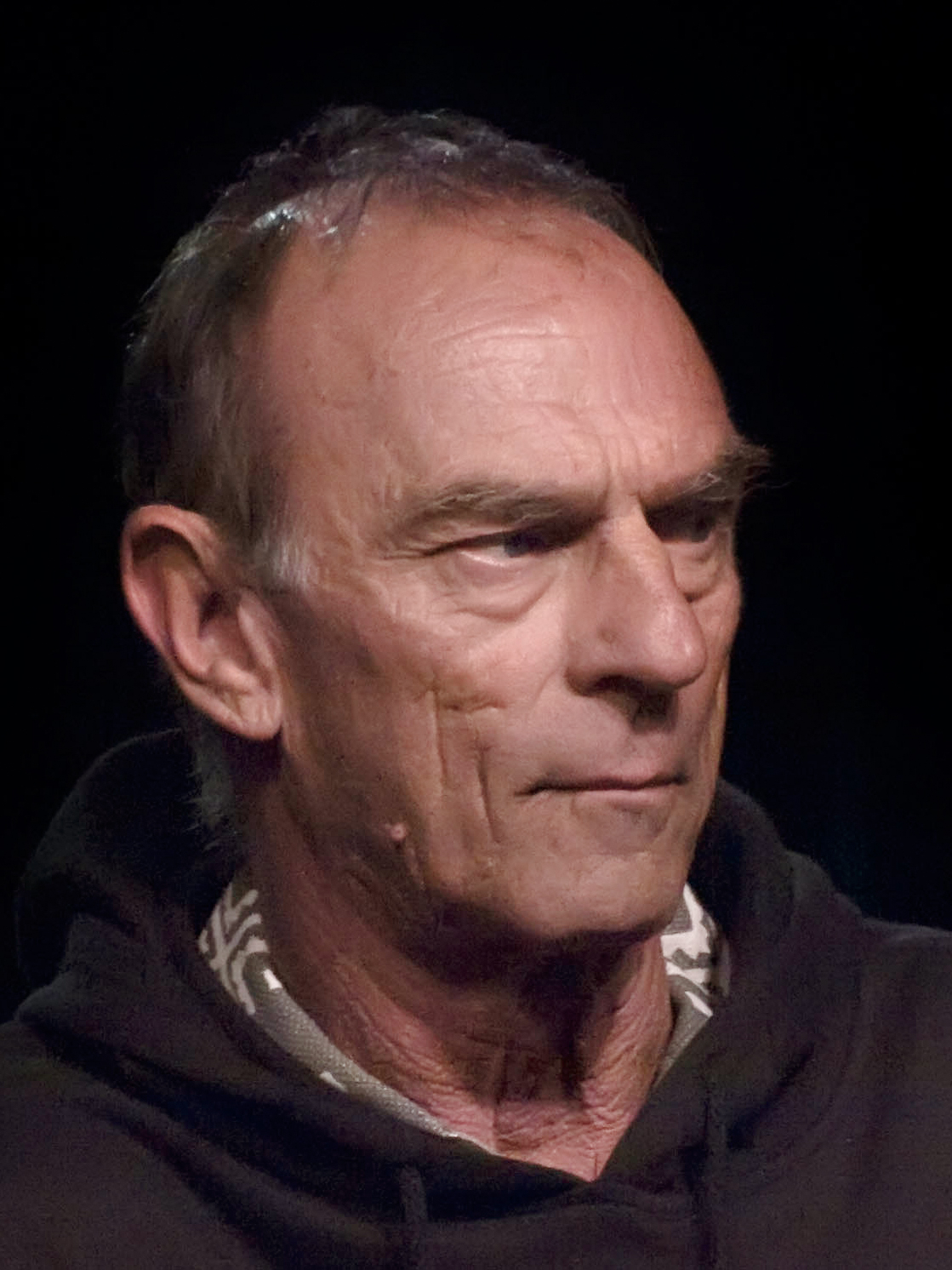
Marco Alaimo gjorde sin debut i Star Trek i "Lonely Among Us".

Originalhistorien av Michael Halperin innehöll en annorlunda delhandling som involverade ett problem med dilithiumet i Enterprise's warpmotor. Diplomatkonferensen lades till av D.C. Fontana när det utvecklades till ett manus. Fontana hade tidigare jobbat på Star Trek: The Original Series, däribland avsnittet "Journey to Babel". "Lonely Among Us" jämfördes därefter med "Journey to Babel", vilket Fontana förnekade genom att säga följande: "I wrote 'Journey to Babel' and I wrote this too, and I feel there is a difference. There's a definite delineation and separation here, both in intent and content." Regissören Cliff Bole minns senare inte mycket av avsnittet, men trodde inte att mycket på manuset och sade följande: "The subject matter affects the end product. There's some better written shows, obviously." Det var det första avsnittet av The Next Generation som regisserades av Bole, som tidigare hade jobbat med serier som t.ex. V och The Six Million Dollar Man.
Colm Meaney gjorde sitt andra framträdande i The Next Generation efter att han från början medverkat i pilotavsnittet "Encounter at Farpoint" som en conn ensign på bryggan. I detta avsnitt spelade han played en säkerhetsfänrik, då det inte var förrän i säsong två som han började spela den återkommande rollen som Miles O'Brien, som senare även kom att bli en huvudroll i Star Trek: Deep Space Nine. En annan skådespelare känd från Deep Space Nine gjorde sitt första framträdande i Star Trek var Marc Alaimo, som spelade en ej namngiven Antican, men som i manuset omnämndes som Badar N'D'D. Alaimo fortsatte att spela flera andra roller i The Next Generation däribland Cardassian Gul Macet i "The Wounded", innan fick rollen som Gul Dukat i DS9. John Durbin medverkade som ledaren över Selay och kom även han att medverka som en Cardassian senare i serien, som Gul Lemec i "Chain of Command". Kavi Raz spelade rollen som assisterande ingenjör Singh, men eftersom han inte var tillgänglig för en omtagning, ersattes han i en scen av en peruk på en stol.

### Smink och kostymering
Utomjordingarna Selay och Anticans fick smeknamnen "snakes and the dogs" av produktionspersonalen. Designen för de båda raserna skapades av Andrew Probert, som tidigare varit ansvarig för utformningen av Enterprise-D. Sminket som användes på dem skapades av Michael Westmore, som involverade bitar bestående av ett hela huvuden och händer för två Anticans och fem Selays. På grund av begränsat utrymme tillverkades Anticans internt i Paramounts sminkstudio medan tillverkningen av Selayerna outsourcades till en annan studio för att skulptera huvudet. När det var klart tillverkades en gjutform av Selay-huvudet och de omålade bitarna göts i latex och skickades till Westmore för att slutföras. Tanken var att gjuta dem i lätt polyuretan, men den första omgången av Selay-huvuden blev riktigt tunga.
Westmore hade tid att gjuta om två av huvudena från ett mjukt skumgummi, men som var och en tog fem timmar att göra, då det fanns inte tillräckligt med tid för att göra alla fem. De tunga versionerna Selay-huvudena bars av skådespelarna i bakgrundsscenerna, även om Westmore beskrev dem som "very uncomfortable". Antican-masken tillät inga rörelser alls med undantag av att skådespelarna kunde peta sina tungor genom munöppningen. Även om detta var det enda stora framträdandet för både Anticans och Selay, fortsatte de dock att användas som bakgrundsstatister i andra avsnitt av The Next Generation och Deep Space Nine. Westmore målade om Selay-maskerna innan de återanvändes i syfte för att ge fjällen ett mer tredimensionellt utseende.
Detta avsnitt var det första som använde The Next Generation-erans versioner av Stjärnflottans trupparaddräkter. De baserades på de som användes av Royal Navy under 1700-talet, men kom att ändras något när de återanvändes under säsong två. Ett stycke kostym som infördes i detta avsnitt, som senare aldrig återvände, var det kirurgiska locket och okularet som bars av doktor Crusher.

## Mottagande och utgivning

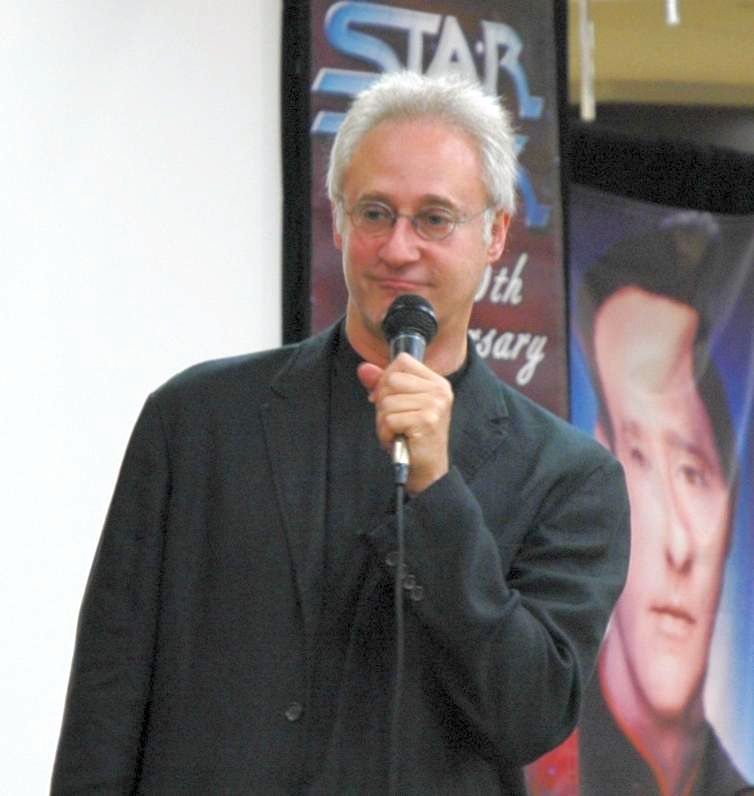
Brent Spiner fick mottaga både positiv och negative beröm för sin imitation av Sherlock Holmes medan han spelade Data i avsnittet.

"Lonely Among Us" sändes från början den 2 november 1987. Det fick en rating på 12.1, vilket innebar att det sågs av 12,1% av samtliga hushåll. Detta var en ökning från förra veckans avsnitt "Where No One Has Gone Before" som fick en rating på 10.5.
Tiden efter sändningen fick producenterna en betydande mängd av post från fans med kritik över den uppenbara kannibalismen som präglade den Anticanska delegaterna i avsnittet. Flera recensenter såg om avsnittet efter att serien hade slutat sändas. Keith DeCandido recenserade "Lonely Among Us" för Tor.com i maj 2011. Han gav det en trea i betyg (av tio möjliga) och var ointresserad i avsnittet, då han tyckte att den delen av handlingen som kretsade kring den utomjordiska delegationen var "mostly just silly", samt att majoriteten av avsnittet var "weak-beer mystery that's mostly an excuse for Gates McFadden and Sir Patrick Stewart to act weird and for Brent Spiner to be a silly Sherlock". James Hunt skrev i sin recension att han tyckte att Spiners imitation av Sherlock var "completely brilliant", som han skrev för hemsidan Den of Geek i oktober 2012. Han tyckte att avsnittet delade en del likheter med den tredje säsongen av The Original Series, där han konstaterade följande: "By which I mean it looks cheap and appears to have been written by a child, in yellow crayon."
Skådespelaren Wil Wheaton såg om avsnittet i november 2006 för AOL TV. Han kritiserade Fontanas bidrag till avsnittets manus, något som han sa samtidigt som hon medverkade i en panel på ett konvent som handlade om hur det så kallade "Wesley-problemet" skulle lösas. Dock när han såg avsnittet tyckte han att: "maybe instead of sitting on this panel and trashing me, D.C Fontana could have written intelligent dialogue for me and helped solve the "Wesley problem" herself. I don't know, maybe she tried to do that and didn't get a lot of support from the rest of the producers and writing staff, but even I know of Dr. Channing's theory of not writing cliched dialogue for kids in science fiction, and then blaming the actor who is forced to deliver it." Sammantaget kritiserade han den "väldigt stela" i avsnittet, och kallade uppsättningen för "oerhört tvingade". Han lyfte dock fram att Datas agerande som Sherlock Holmes la grunden till framtida avsnitt som kom att expandera på denna historia.
Zack Handlen recenserade avsnittet för The A.V. Club i april 2010. Även han tyckte att sidohistorien med den utomjordiska delegationen var dåligt iscensatt på ett komiskt sätt, samt sade att detta: "combined with the slow pace and a number of dialog scenes that can be charitably described as 'character development' (or more accurately as 'padding'), this is an unmemorable episode that shows a series still unsure of its greatest strengths." Han gav avsnittet ett C- i betyg.
Den första utgivningen av "Lonely Among Us" var på VHS-kassett som släpptes den 1 april 1992 i USA och Kanada. Avsnittet inkluderade senare i DVD-boxen av seriens första säsong som släpptes i mars 2002. Den senaste utgivningen av avsnittet var som en del av säsong ett på Blu-ray den 24 juli 2012.